# Medicamentos essenciais

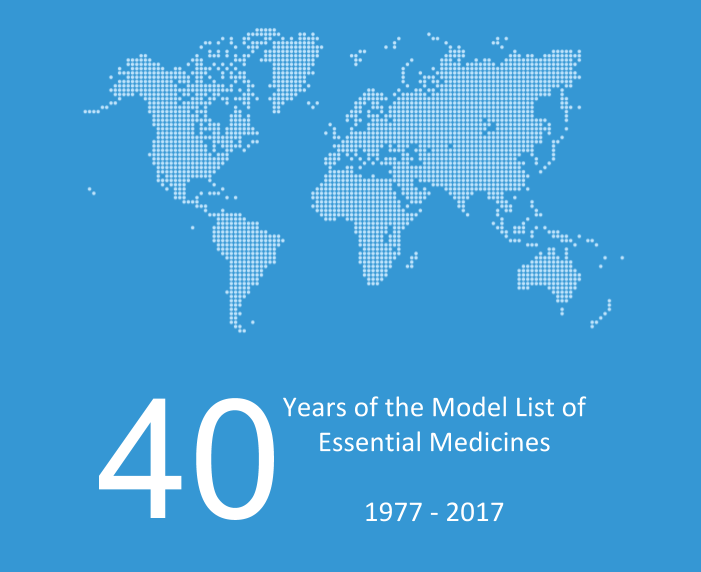
2017 marcou o 40º aniversário da Lista Modelo de Medicamentos Essenciais da OMS

Os medicamentos essenciais, conforme definidos pela Organização Mundial da Saúde (OMS), são os medicamentos que “satisfazem as necessidades prioritárias de cuidados de saúde da população”. Idealmente, as pessoas deveriam ter acesso aos medicamentos essenciais em qualquer altura, em quantidades suficientes e a preços habitualmente acessíveis.
A OMS publica a lista desde 1977, atualizando-a a cada dois anos, sendo que a lista atual (2021) para pacientes adultos contém mais de 400 medicamentos. Desde 2007, foi publicada uma lista separada de medicamentos destinados a crianças.
Tanto as listas de adultos quanto as de crianças contêm um registo que indica se um determinado medicamento é “complementar”. Assim, existem duas listas, a “lista principal” e a “lista complementar”. A lista principal apresenta uma lista de necessidades mínimas de medicamentos para um sistema de cuidados básicos de saúde, listando os medicamentos mais eficazes, seguros e com boa relação custo-benefício para condições prioritárias. As condições prioritárias são selecionadas com base na relevância atual e futura estimada para a saúde pública e no potencial para um tratamento seguro e rentável. A lista complementar apresenta medicamentos essenciais para doenças prioritárias, para as quais são necessários meios especializados de diagnóstico ou de monitorização. Em caso de dúvida, os medicamentos também podem ser listados como complementares com base nos custos mais elevados ou na relação custo-eficácia menos atrativa. A lista é importante porque constitui a base da política nacional de medicamentos em mais de 155 países, tanto no mundo desenvolvido como no mundo em desenvolvimento. Muitos governos utilizam-na para tomar decisões sobre gastos com saúde. Os países são incentivados a preparar as suas próprias listas tendo em consideração as prioridades locais. Mais de 150 países publicaram uma lista oficial de medicamentos essenciais.